# Lady Samantha
Lady Samantha — музичний альбом Елтона Джона. Виданий 13 жовтня 1980 року. Загальна тривалість композицій становить 42:53. Альбом відносять до напрямку рок, piano rock.

## Список пісень

### сторона 1
1. «Rock n' Roll Madonna» — 4:17
2. «Whenever You're Ready (We'll Go Steady Again)» — 2:51
3. «Bad Side of the Moon» — 3:15
4. «Jack Rabbit» — 1:50
5. «Into the Old Man's Shoes» — 4:04
6. «It's Me That You Need» — 4:04
7. «Ho! Ho! Ho! (Who'd Be a Turkey at Christmas)» — 4:02

### сторона 2
1. «Skyline Pigeon» — 3:53
2. «Screw You (Young Man's Blues)» — 4:43
3. «Just Like Strange Rain» — 3:43
4. «Grey Seal»- 3:36
5. «Honey Roll» — 3:00
6. «Lady Samantha» — 3:02
7. «Friends» — 2:20